# التسلق نحو مواجهة سرطان الثدي
التسلق نحو مواجهة سرطان الثدي هي سلسلة سنوية من تسلق الجبال لمواجهة سرطان الثدي، ولجمع الأموال لمساندة أبحاث سرطان الثدي في مركز أبحاث فريد هتشينسون، في سياتل، بواشنطن، تأسست عام 1997.
تساعد المتسلقات أيضاً في زيادة الوعي كالوقاية والاكتشاف المبكر، فضلاً عن العلاج من سرطان الثدي. يمكن لكل المتسلقين من جميع مستويات المهارة والخلفيات أن يسجلوا في المتسلقات لاثنا عشر قمة حول العالم. فإن ستة من الجبال في جبال كاسكيد؛ (جبل بيكر،جبل رينييه، وجبل آدامز، وجبل سانت هيلين، وجبل هود، وجبل شاستا)؛ فإن يوجد واحداً في الجبال الأوليمبية، والجبل الأوليمبي؛ وثلاثة أخرى هم جزء من قمم الجبال السابعة ( جبال دينالي في الاسكا، جبل إلبروس في روسيا، جبل كليمنجارو في تانزانيا، وجبل افرست في نيبال)، ويعد اثنان منهم براكين في المكسيك (بيكو دي أوريزابا، إستازيوكل). بناءاً على أي قمة يختارها المتسلق، يجب عليه أن يجمع كم معين من الأموال لمركز فريد هتشينسون لأبحاث السرطان.